# Benjamin Verraes
Benjamin Verraes (Menen, 21 de febrer de 1987) és un ciclista belga, professional des del 2009.

## Palmarès
- 2011
  - 1r a la Fletxa de Gooik
  - Vencedor d'una etapa a la Volta al Brabant flamenc
- 2012
  - 1r a la Topcompétition
  - 1r a la Volta al Brabant flamenc i vencedor d'una etapa
- 2014
  - Vencedor d'una etapa a la Volta al Brabant flamenc
- 2016
  - 1r a l'Internatie Reningelst